# Cionodon
Il cionodonte (gen. Cionodon) è un genere di dinosauri erbivori, appartenenti agli ornitopodi. Visse nel Cretaceo superiore (85 - 65 milioni di anni fa) e i suoi resti fossili sono stati ritrovati in Nordamerica e in Asia.

## Classificazione
Questo dinosauro è noto solo grazie a frammenti fossili, ed è stato descritto per la prima volta da Edward Drinker Cope nel 1874. La specie tipo, Cionodon arctatus, è stata ritrovata in Colorado in strati del Maastrichtiano superiore, e fu quindi uno degli ultimi dinosauri vissuti. I resti comprendono parte di una mascella, due vertebre dorsali, un frammento di un'ulna e un metatarso parziale.
L'anno seguente Cope descrisse un'altra specie, C. stenopsis, sulla base di un'altra mascella parziale ritrovata in Alberta (Canada) in strati più antichi (Campaniano, circa 75 milioni di anni fa). Nel 1931, invece, Anatoli Riabinin descrisse la specie C. kysylkumensis, proveniente da terreni del Turoniano/Coniaciano (circa 85 milioni di anni fa) e basata su alcuni resti comprendenti una mandibola parziale, alcune vertebre e una tibia.
Non vi è alcuna prova che queste ultime due specie appartengano al genere Cionodon, dal momento che gli scarsi resti fossili non permettono alcuna classificazione approfondita. Lo stesso Cionodon arctatus è considerato un nomen dubium poiché i resti non presentano caratteristiche rilevanti (autapomorfie) tali da classificarlo in un genere a sé stante; è attualmente considerato un qualche tipo di dinosauro a becco d'anatra (adrosauro), forse identico al genere Thespesius, anch'esso imperfettamente conosciuto.